# Love Man (piosenka)
Love Man – piosenka amerykańskiego piosenkarza Otisa Reddinga nagrana w 1967 roku i wydana na singlu w 1969 roku, który promował album Love Man (1969). Utwór napisał Redding.
Singiel z piosenką „Love Man” (strona B „Can’t Turn You Loose”) dotarł do 43. pozycji na głównej brytyjskiej liście przebojów UK Singles Chart, a w najważniejszym amerykańskim zestawieniu Hot 100, przygotowywanym przez branżowe czasopismo „Billboard”, do 72. miejsca.

## Charakterystyka
Wśród pośmiertnie wydanych singli nagranych przez Reddinga, oprócz „Sittin’ On the Dock of the Bay”, to „Love Man” jest jednym z najbardziej komercyjnych wydawnictw w jego dyskografii. Obie kompozycje muzyk nagrał niedługo przed swoją przedwczesną śmiercią. W warstwie lirycznej utwór odnosi się do kultury hipisowskiej, którą dopiero w czasie powstawania piosenki Redding zaczynał doceniać. Muzycznie to typowa piosenka w repertuarze wokalisty zagrana i zaśpiewana w średnim tempie, w której zauważalny jest charakterystyczny dla Reddinga funkowy rytm.
Oprócz nawiązania w utworze do młodzieżowej kultury końca lat 60. XX wieku tekst i tytuł piosenki związany jest z przypisywaniem przez innych Reddingowi pseudonimów. Mimo że prawdopodobnie nigdy nie traktował poważnie szufladkowania jego osoby, po wydaniu utworu „Mr. Pitful”, w 1967 roku postanowił napisać tekst do „Love Man”, który parodiował przypisywane mu cechy. Śpiewane przez niego słowa miały być figlarnym puszczeniem oka do słuchaczy. Podmiotem lirycznym jest mężczyzna o wzroście 1,82 m i masie 105 kg (I’m six feet one, weigh two hundred and ten), który jest odpowiednim kochankiem dla każdej kobiety i mógłby je zadowolić przez całą dobę. Tymi słowami Redding miał w sposób zamierzony sparodiować typowego uwodziciela, podobnego do niego. Takie prześmiewcze przedstawienie w utworze bawidamka pozwoliło na zdefiniowanie muzyka jako sympatycznego i dobrodusznego człowieka.

## Listy przebojów
| Kraj | Lista                          | Pozycja | Źr.   |
| ---- | ------------------------------ | ------- | ----- |
| CA   | „RPM” Top Singles              | 46      | [ 6 ] |
| GB   | Official Singles Chart Top 100 | 43      | [ 2 ] |
| US   | Hot 100                        | 72      | [ 3 ] |
| US   | Hot Rhythm & Blues Singles     | 17      | [ 7 ] |

## W popkulturze
- 1987: film Dirty Dancing (mimo że utwór wydano po śmierci Reddinga w 1967 r., piosenka w filmie pojawiła się w tle, gdy akcja fabuły dzieje się w 1963 r.)[8]
- 2004: musical (akt 1.) oparty na filmie Dirty Dancing[9]
- 2007: ścieżka dźwiękowa do filmu Dirty Dancing (jubileuszowa edycja)[10]

## Pozostałe informacje
Od pobytu „Love Man” Reddinga w czerwcu 1969 roku (ostatni z jego 26 przebojów na liście Hot 100) w zestawieniu „Billboardu” Hot 100 przez 42 lata aż do 2011 roku muzyk był nieobecny na tej liście jako wykonawca aż do pojawienia się na niej piosenki „Otis” nagranej przez duet Jay-Z i Kanye West. Jest to druga co do długości przerwa między pojawieniem się singli jakiegokolwiek wykonawcy na tej głównej amerykańskiej liście (rekordzistą jest wirtualny zespół The Chipmunks – 46 lat; ostatnim i pierwszym singlem po latach był „The Chipmunk Song”).